# Сухаревское сельское поселение
Сухаревское се́льское поселе́ние — муниципальное образование в Нижнекамском районе Татарстана Российской Федерации.
Административный центр — село Сухарево.

## История
Статус и границы сельского поселения установлены Законом Республики Татарстан от 31 января 2005 года № 31-ЗРТ «Об установлении границ территорий и статусе муниципального образования "Нижнекамский муниципальный район" и муниципальных образований в его составе».

## Население
| 2010  | 2011  | 2012  | 2013  | 2014  | 2015  | 2016  |
| ----- | ----- | ----- | ----- | ----- | ----- | ----- |
| 1211  | ↘1210 | ↗1222 | ↗1236 | ↗1260 | ↗1268 | ↘1263 |
| 2017  | 2018  |       |       |       |       |       |
| ↘1216 | ↘1177 |       |       |       |       |       |

## Состав сельского поселения
| № | Населённый пункт | Тип населённого пункта       | Население |
| - | ---------------- | ---------------------------- | --------- |
| 1 | Болгар           | село                         |           |
| 2 | Верхний Ключ     | деревня                      |           |
| 3 | Кзыл Яр          | деревня                      |           |
| 4 | Сименеево        | деревня                      |           |
| 5 | Смыловка         | село                         |           |
| 6 | Сухарево         | село, административный центр |           |